# Annona cascarilloides
Annona cascarilloides är en kirimojaväxtart som beskrevs av Charles Wright och August Heinrich Rudolf Grisebach. Annona cascarilloides ingår i släktet annonor, och familjen kirimojaväxter. Inga underarter finns listade i Catalogue of Life.